# Punk Rawk Christmas
Punk Rawk Christmas es el undécimo álbum de estudio del grupo estadounidense de punk rock MxPx. Fue lanzado el 1 de diciembre de 2009 por Rock City Recording Company y contiene 10 pistas originalmente grabadas, lanzadas cada año desde 1998 hasta 2008 y que fueron enviadas a los miembros del club de fans de MxPx como sencillos en CD y luego como descargas digitales. El álbum contiene música navideña lanzada anteriormente, así como cuatro pistas inéditas que se recopilaron luego de las solicitudes de los fanáticos para lanzar el material en una colección.

## Antecedentes y lanzamiento
En 2009, luego de diez años de edición limitada de sencillos con temas navideños y descargas digitales, MxPx reunió todo su material navideño anterior en la compilación Punk Rawk Christmas a través del sello discográfico de la banda, Rock City Recording Company. Esta versión del disco se lanzó en CD y se vendió a través de Amazon y del sitio web oficial de la banda. También estuvo disponible en plataformas de descarga digital y más tarde en plataformas de transmisión digital. Simultáneamente, se lanzó un disco de edición limitada de 7 pulgadas con el mismo título, con dos canciones del CD y dos versiones de demostración exclusivas de siete pulgadas.
Poco después del lanzamiento del álbum, Mike Herrera habló con Alternative Press y explicó que la canción «Christmas Night of the Living Dead» fue retitulada, contra su conocimiento, a «Christmas Night of Zombies» cuando apareció originalmente en la compilación A Santa Cause de 2003.
En diciembre de 2018, MxPx lanzó una nueva canción navideña titulada «December» y, al mismo tiempo, eliminó la versión completa del álbum Punk Rawk Christmas de las plataformas digitales, reemplazándola con un EP del mismo título. Este EP incluye «December» y solo otras cinco pistas que se encuentran en la versión completa de Punk Rawk Christmas.
Un vídeo musical de la canción «Gimee Christmas» fue dirigido por Mark Nash y Chris Craryand. Fue lanzado en YouTube el 5 de diciembre de 2007 cuando «Gimee Christmas» fue lanzado originalmente como sencillo.

## Lista de canciones
| Green version | |                                               |          |  |
| N.º           | Título | Año y lugar de grabación                      | Duración |  |
| 1.            | «Punk Rawk Christmas» (lanzada anteriormente)                                                                                        | 2009 - Monkey Trench Studios, Bremerton, WA   | 3:21     |  |
| 2.            | «Christmas Day» (lanzada anteriormente en Happy Christmas Vol. 2)                                                                    | 1998 - Bear Creek Studios, Woodinville, WA    | 2:59     |  |
| 3.            | «Christmas Only Comes Once a Year» (lanzada anteriormente en Christmas Only Comes Once a Year, sencillo en CD)                       | 1999 - Bear Creek Studios, Woodinville, WA    | 2:29     |  |
| 4.            | «Coming Home for Christmas» (lanzada anteriormente en Coming Home For Christmas , sencillo en CD)                                    | 2000 - The Clubhouse, Bremerton, WA           | 4:49     |  |
| 5.            | «You're the Only One I Miss (This Christmas)» (lanzada anteriormente en You're the Only One I Miss (This Christmas), sencillo en CD) | 2001 - The Clubhouse, Bremerton, WA           | 2:50     |  |
| 6.            | «Christmas Party» (lanzada anteriormente en Christmas Party , sencillo en CD)                                                        | 2002 - El Dorado Studios, North Hollywood, CA | 3:46     |  |
| 7.            | «Christmas Night of the Living Dead» (lanzada anteriormente en A Santa Cause: It's a Punk Rock Christmas)                            | 2002 - El Dorado Studios, North Hollywood, CA | 2:22     |  |
| 8.            | «So This Is Christmas» (lanzada anteriormente en So This Is Christmas, sencillo en CD)                                               | 2003 - The Clubhouse, Bremerton, WA           | 2:14     |  |
| 9.            | «It's Christmas and I'm Sick» (lanzada anteriormente en It's Christmas and I'm Sick, sencillo digital)                               | 2004 - The Clubhouse, Bremerton, WA           | 2:41     |  |
| 10.           | «2005» (lanzada anteriormente como 2005, sencillo digital)                                                                           | 2005 - The Clubhouse, Bremerton, WA           | 3:16     |  |
| 11.           | «Late Great Snowball Fight of 2006» (lanzada anteriormente en Late Great Snowball Fight of 2006, sencillo digital)                   | 2006 - The Clubhouse, Bremerton, WA           | 2:39     |  |
| 12.           | «Gimme Christmas» (lanzada anteriormente en Gimme Christmas, sencillo digital)                                                       | 2007 - The Clubhouse, Bremerton, WA           | 2:31     |  |
| 13.           | «Another Song About Christmas» (lanzada anteriormente en Another Song About Christmas, sencillo digital)                             | 2008 - Monkey Trench Studios, Bremerton, WA   | 3:05     |  |
| 14.           | «Coal» (lanzada anteriormente) | 2009 - Monkey Trench Studios, Bremerton, WA   | 2:17     |  |
| 15.           | «Auld Lang Syne» (lanzada anteriormente)                                                                                             | 2009 - Monkey Trench Studios, Bremerton, WA   | 1:36     |  |
| 16.           | «Questions» (lanzada anteriormente)                                                                                                  | 2009 - Monkey Trench Studios, Bremerton, WA   | 1:20     |  |
| 44:15         | |                                               |          |  |

| Red version | |                                               |          |  |
| N.º         | Título | Año y lugar de grabación                      | Duración |  |
| 1.          | «Punk Rawk Christmas» (lanzada anteriormente)                                                                                        | 2009 - Monkey Trench Studios, Bremerton, WA   | 3:21     |  |
| 2.          | «Christmas Day» (lanzada anteriormente en Happy Christmas Vol. 2)                                                                    | 1998 - Bear Creek Studios, Woodinville, WA    | 2:59     |  |
| 3.          | «Christmas Only Comes Once a Year» (lanzada anteriormente en Christmas Only Comes Once a Year, sencillo en CD)                       | 1999 - Bear Creek Studios, Woodinville, WA    | 2:29     |  |
| 4.          | «Coming Home for Christmas» (lanzada anteriormente en Coming Home For Christmas , sencillo en CD)                                    | 2000 - The Clubhouse, Bremerton, WA           | 4:49     |  |
| 5.          | «You're the Only One I Miss (This Christmas)» (lanzada anteriormente en You're the Only One I Miss (This Christmas), sencillo en CD) | 2001 - The Clubhouse, Bremerton, WA           | 2:50     |  |
| 6.          | «Christmas Party» (lanzada anteriormente en Christmas Party , sencillo en CD)                                                        | 2002 - El Dorado Studios, North Hollywood, CA | 3:46     |  |
| 7.          | «Christmas Night of the Living Dead» (lanzada anteriormente en A Santa Cause: It's a Punk Rock Christmas)                            | 2002 - El Dorado Studios, North Hollywood, CA | 2:22     |  |
| 8.          | «So This Is Christmas» (lanzada anteriormente en So This Is Christmas, sencillo en CD)                                               | 2003 - The Clubhouse, Bremerton, WA           | 2:14     |  |
| 9.          | «It's Christmas and I'm Sick» (lanzada anteriormente en It's Christmas and I'm Sick, sencillo digital)                               | 2004 - The Clubhouse, Bremerton, WA           | 2:41     |  |
| 10.         | «2005» (lanzada anteriormente como 2005, sencillo digital)                                                                           | 2005 - The Clubhouse, Bremerton, WA           | 3:16     |  |
| 11.         | «Late Great Snowball Fight of 2006» (lanzada anteriormente en Late Great Snowball Fight of 2006, sencillo digital)                   | 2006 - The Clubhouse, Bremerton, WA           | 2:39     |  |
| 12.         | «Gimme Christmas» (lanzada anteriormente en Gimme Christmas, sencillo digital)                                                       | 2007 - The Clubhouse, Bremerton, WA           | 2:31     |  |
| 13.         | «Another Song About Christmas» (lanzada anteriormente en Another Song About Christmas, sencillo digital)                             | 2008 - Monkey Trench Studios, Bremerton, WA   | 3:05     |  |
| 14.         | «Auld Lang Syne» (lanzada anteriormente)                                                                                             | 2009 - Monkey Trench Studios, Bremerton, WA   | 1:36     |  |
| 40:38       | |                                               |          |  |

| 7-inch limited edition |                                       |          |  |
| N.º                    | Título                                | Duración |  |
| 1.                     | «Punk Rawk Christmas»                 | 3:21     |  |
| 2.                     | «Christmas Day»                       | 2:59     |  |
| 3.                     | «Punk Rawk Christmas (acoustic demo)» | 3:05     |  |
| 4.                     | «Christmas Day (acoustic demo)»       | 2:57     |  |
| 12:22                  |                                       |          |  |

| 2018 Punk Rawk Christmas EP |                                     |          |  |
| N.º                         | Título                              | Duración |  |
| 1.                          | «Punk Rawk Christmas»               | 3:21     |  |
| 2.                          | «December»                          | 2:27     |  |
| 3.                          | «Christmas Day»                     | 2:57     |  |
| 4.                          | «You're the One I Miss»             | 2:49     |  |
| 5.                          | «Late Great Snowball Fight of 2006» | 2:39     |  |
| 6.                          | «Another Christmas»                 | 3:40     |  |
| 17:53                       |                                     |          |  |

## Créditos
MxPx
- Mike Herrera – bajo, voz
- Tom Wisniewski – guitarra, voz, coros
- Yuri Ruley – batería, percusión, coros

## Historial de lanzamiento
| País   | Fecha                   | Formato           | Sello                       |
| ------ | ----------------------- | ----------------- | --------------------------- |
| Varios | 1 de diciembre de 2009  | CD                | Rock City Recording Company |
| Varios | 30 de noviembre de 2018 | CD (reedición EP) | Rock City Recording Company |